# ساهالاتي
ساهالاتي بلدية سابقة في فلندا. تقع في مقاطعة فلندا الغربية وكانت جزءا من إقليم بيركانما. عدد سكانها 2,229 (2003) وتغطي مساحتها 171.96 كم² منها 35.09 كم² عبارة عن مياه. كثافة السكان 16.3 نسمة لكل كم². انضمت ساهالاتي إلى كناسألا في الأول من يناير/كانون الثاني 2005م.